# E. D. Baker
Elizabeth Dawson Baker es una escritora estadounidense de literatura infantil y juvenil, probablemente conocida internacionalmente por ser la autora del libro La princesa rana, en el cual se basó parte de la película de 2009 Tiana y el sapo de Disney.

## Obras literarias

### Cuentos deLa princesa rana
- La princesa rana (2002)
- Dragon Breath (2003)
- No Place For Magic (2004)
- Once Upon A Curse (2006)
- The Salamander Spell (2007)
- The Dragon Princess (2008)
- Dragon Kiss (2009)

### Otros libros
- Wings: A Fairy Tale (2008)